# Abhimanyu Mishra
Pour les articles homonymes, voir Mishra.
Abhimanyu Mishra est un joueur d'échecs américain né le 5 février 2009 dans le New Jersey.
Jeune prodige, il devient en 2019 le plus jeune maître international à l'âge de 10 ans, 9 mois et 3 jours, et en juillet 2021 le plus jeune grand maître international à l'âge de 12 ans, 4 mois et 25 jours ; il perd ce premier record au profit de Faustino Oro en juin 2024.

## Biographie
Ses parents, Swati et Hemant Mishra, sont nés en Inde, respectivement à Agra et Bhopal. Abhimanyu Mishra est initié aux échecs par son père Hemant à l'âge de deux ans et huit mois. Le souhait de ses parents est d'abord de lui éviter une dépendance au smartphone. L'enfant reconnaît alors les pièces par éléphant, cheval et chameau à la place de roi, cavalier et fou. Le jeune prodige commence la compétition à cinq ans alors qu'il ne sait pas écrire les coups,. La principale difficulté du jeune Abhimanyu est d'avoir suffisamment d'énergie pour terminer ses parties comme lors du New Jersey Open lors duquel le joueur offre un match nul dans une position gagnante après minuit pour pouvoir aller dormir.
Soutenu par son père qui l’accompagne sur ses tournois, entraîné par les grands maîtres internationaux Arun Prasad Subramaniam et Magesh Chandran, le jeune joueur a Garry Kasparov pour mentor depuis novembre 2018 et une invitation par la Kasparov Chess Foundation. Il reçoit deux fois par an des conseils de l'ancien champion du monde.
En 2019, Abhimanyu Mishra devient le plus jeune Maître international (MI) de tous les temps à 10 ans, 9 mois et 3 jours,, battant le record précédemment détenu par Rameshbabu Praggnanandhaa. Le 30 juin 2024, il est lui-même dépassé par le joueur argentin Faustino Oro.
En mai 2020, il est le premier des moins de 12 ans et son classement Elo est de 2 342 points.
En juillet 2021, Mishra devient le plus jeune joueur d'échecs à devenir grand maître international (GMI) à l'âge de 12 ans, 4 mois et 25 jours. Il bat le précédent record établi en 2002 par Serguei Kariakine qui était de 12 ans et 7 mois. Au 1er juillet 2021, il est le 44e joueur américain avec un classement Elo de 2 504 points. 
Lors de la Coupe du monde d'échecs 2021, le joueur américain est éliminé au tour préliminaire par le Géorgien Baadur Jobava.
En juillet 2023, il prend le titre de champion des États-Unis dans la catégorie junior.